# Bitectipora subsinuata
Bitectipora subsinuata är en mossdjursart som först beskrevs av Walter Douglas Hincks 1884.  Bitectipora subsinuata ingår i släktet Bitectipora och familjen Bitectiporidae. Inga underarter finns listade i Catalogue of Life.